# 妖夜尋狼
《黑夜传说》（英語：Underworld）是一部於2003年上映的動作片。由連·韋斯曼執導，姬蒂·碧金莎、史考特·史畢曼、米高·辛、比爾·奈伊等主演。
雖然電影普遍評論負面，批評故事矯枉過正和角色缺乏性格的發展，但電影中哥德式時尚的視覺效果，加上主角優秀的表現，可作為重新制定出吸血鬼與狼人神話的電影故事背景。

## 劇情
西方文化中，一直流傳著吸血鬼與狼人的互相殘殺的故事。
《黑夜传说》系列就是以此為人熟悉的傳說作藍本，發展出緊張、浪漫又充滿衝突的新故事。
時為現代歐洲城市夜空，正當人類熟睡時，吸血鬼與人狼之血戰才揭開序幕。數千年來，萊根族狼人本是吸血鬼貴族日間的守護獸，卻在15世紀前，一次奴隸階級的大革命，埋藏在吸血鬼族百年典故的恩仇錄，成為兩族鬥爭的楔子。經過數百年黑暗之戰，兩族鬼神亦隨時代變遷，研製出各種針對敵人弱點高科技武器；日光子彈、水銀導彈，雷霆飛鏢，神鋼寶劍等等層出不窮，雙方在夜幕下展開血腥，滅絕大屠殺的背後，卻牽涉一段至死不渝的情史。
吸血鬼狩獵人莎蓮乃族中最優秀強捍戰士，她年幼時雙親被殺，幸得吸血鬼元老所救，一咬之後成為了長生不死的吸血鬼。莎蓮在一次搜捕行動中，發現萊根族秘密地冒起一股強大新勢力，原本已死的人狼族首領又突然出現，並且組織精銳狼人軍團，準備在百年一次的吸血鬼甦醒大典前夕，策動一次史無前例的重大反擊，誓要大舉清除吸血鬼貴族。
此際，莎蓮感到大禍臨頭，奈何其他吸血鬼卻不而為然，她唯有孤軍作戰，獨自查出萊根族正追捕一年輕醫生米高，更鎖定他為兩族血緣關係的重要人物。米高不但成她唯一線索，更在多次惡鬥之間救了自己，人與鬼發展出一段危情。然而，米高卻可能是異種血清的遺傳體，陷入兩難局面，莎蓮作出了最可怕的決定，就是令吸血鬼族最高元老提早一百年甦醒，魔君重臨，風聲鶴唳的月圓晚上來個徹底種族大清洗。

## 演員
- 姬蒂·碧金莎 飾 莎倫娜（英语：Selene (Underworld)）
- 史考特·史畢曼 飾 麥可（英语：Underworld (film series)#Lucian）
- 麥可·辛 飾 盧西恩（英语：Lucian (Underworld)）
- 謝恩·布羅利（英语：Shane Brolly） 飾 克拉文（英语：Kraven (Underworld)）
- 比爾·奈伊 飾 維克托
- 凱文·葛瑞佛（英语：Kevin Grevioux） 飾 拉茲

## 評價
爛番茄新鮮度僅31%，基於159條評論，平均分為4.7/10，觀眾評價卻高達79%；而在Metacritic上得到42分，評價兩極。多批評電影劇情矯枉過正，角色缺乏性格，但觀眾卻給與普遍好評。

## 侵權爭議
電影故事內容被指抄襲南茜·A·柯林斯（Nancy A. Collins）的小說《吸血鬼之戀》（Sonja Blue）及白狼遊戲公司（White Wolf, Inc.）電腦遊戲《新黑暗世界》、《吸血鬼之避世》和《狼人之末日怒吼》（Werewolf: The Apocalypse），電影遭白銀狼遊戲公司提起訴訟，控告電影侵犯著作權，白銀狼遊戲公司聲稱電影與遊戲之間相似性超過80%。並且影片情節明顯源自南茜·A·柯林斯於1994年所寫的《The Love of Monsters》短篇小說，双方最终庭外和解。

## 續集
續集仍由連·韋斯曼執導，凱特·貝琴薩、史考特·史畢曼仍回歸主演。電影於2006年1月20日上映。

## 備註
1. ↑  將哥德文化融入到電影藝術的表達領域裡，以異教、死亡、巫術等陰暗面元素作為電影的表現主題。

## 外部連結
- 官方网站
- 互联网电影数据库（IMDb）上《決戰異世界》的资料（英文）
- AllMovie上《決戰異世界》的资料（英文）
- 爛番茄上《決戰異世界》的資料（英文）
- Box Office Mojo上《決戰異世界》的資料（英文）
- Metacritic上《決戰異世界》的資料（英文）
- 開眼電影網上《決戰異世界》的資料（繁體中文）
- 时光网上《決戰異世界》的資料（简体中文）